# Violet & Daisy
Violet & Daisy è un film del 2011 scritto, diretto e prodotto da Geoffrey Fletcher, con protagoniste Alexis Bledel e Saoirse Ronan.

## Trama
Violet e Daisy sono due adolescenti che di professione fanno le killers a pagamento. Armate di pistole Beretta, uccidono uomini senza alcun ritegno.

## Produzione
Le riprese del film si sono svolte nella città di New York tra i quartieri del Bronx, Manhattan, Brooklyn e Central Park.
Per il ruolo di Michael fu scelto Bruce Willis, ma alla fine il personaggio è stato affidato a James Gandolfini.

## Promozione
Il primo trailer viene diffuso il 30 aprile 2013.

## Distribuzione
Il film viene presentato al Toronto International Film Festival il 15 settembre 2011 e ad altri festival tra il 2012 ed il 2013.
La pellicola è uscita nelle sale cinematografiche statunitensi il 7 giugno 2013.